# Дельта Терека
Дельта Терека представляет собой самостоятельный природный аллювиальный массив площадью 4000 — 6000 км² (что примерно соответствует размеру дельты Кубани), из которых более 500 км². заняты ирригационными площадями. Имеет важное водохозяйственное значение. Дельта Терека начинается ниже станицы Каргалинская. Перепад высот в дельте достигает 56 метров, со средним уклонами порядка 0,0005—0,0006. При этом у самой кромки моря имеются территории ниже его уровня на 1,0—1,5 м. Остальную территорию занимают плавни, озёра, тугайные леса и солончаки.

## Гидрография дельты
Дельту Терека характеризует высокий динамизм развития. Как и среднеазиатские реки, Терек несёт большое количество наносов с гор, в результате оседания которых на равнине русло реки приподнимается над окружающей местностью. В дельте наносы оседают из-за замедления течения. В результате существовавший здесь некогда Аграханский залив Каспийского моря практически исчез, превратившись в цепочку озёр.
Первостепенные рукава современной дельты носят название Прорва, Средняя, Таловка и Новый Терек. Ранее каждые 60 лет река меняла основное русло из-за его заиления, что влекло за собой полное перераспределение вод в остальных рукавах реки. К примеру, в XVII веке основным ее руслом являлось ныне пересохшее Сулу-Чубулты. К началу XVIII века воды реки устремились в новое русло, известное сейчас как Старый Терек, но уже в конце XVIII века практически параллельно этому руслу образовался новый рукав, получивший название Новый Терек или Кордонка. В 1812 году в результате сильного наводнения в дельте произошла Бороздинская прорва, а в 1914 году в ходе очередного паводка появился Каргалинский прорыв, по руслу которого в настоящее время проходит большая часть стока Терека. В настоящее время дельта менее динамична чем прошлом из-за проведения массовых гидротехнических работ в советское время: дельту пронизывают оросительные каналы, а основные протоки часто обвалованы для предотвращения разливов и прорывов, которые всё же иногда происходят.

## Климат
Дельту отличает довольно мягкий климат. Год фактически делится на два периода: тёплый (с марта по октябрь) и холодный (с ноября по февраль). Лето жаркое, сухое. Зима мягкая, с частыми оттепелями. Среднемесячные температуры слабоотрицательны лишь в январе-феврале. Среднегодовая температура воздуха составляет +12 °C. Самые жаркие месяцы здесь — июль и август со средне-многолетняя температурой в эти месяцы достигающей 24°, абсолютные максимумы колеблются в пределах от 34 до 40 °C. Среднегодовое количество осадков над дельтой не превышает 350 мм. Количество осадков в тёплый период составляет около 200 мм, в холодный — около 100 мм. Число дней со снежным покровом не превышает 30, его высота не превышает 5 см. Сильные морозы редки и не опускаются ниже −20 °C. В результате ледостав неустойчив и происходит далеко не каждый год, и не более чем на 70 дней.

## Этнокультурные особенности
Помимо природных особенностей, дельта Терека отличалась и в этнокультурном плане. С XVIII века она представляла собой ранний массив русской поселенческой колонизации Северного Кавказа. Основным занятием местных русских поселенцев, главным центром которых является город Кизляр и связанные с ним станицы было военное дело (терские казаки) и рыболовство (крестьяне). В прошлом к русской колонизации добавился значительный армянский и грузинский потоки иммиграции из Закавказья. Во второй половине XX века, после вхождения дельты в состав республики Дагестан, здесь началось активно чересполосное расселение горских народов самых разных национальностей. В результате современная дельта это один из самых смешанных в этническом плане регионов России и Дагестана.